# Aulo Cecina
Aulo Cecina  fue un escritor y arúspice romano del siglo I a. C., amigo de Cicerón y partidario de Pompeyo en la guerra civil.

## Familia
Cecina fue miembro de la gens Cecinia, probablemente de Volaterrae, e hijo de un homónimo suyo que fue defendido por Cicerón a principios de los años 60 a. C. Estuvo casado con Cesennia con quien tuvo a Aulo Cecina Largo, cuyos descendientes ocuparon el consulado en época julio-claudia.

## Carrera pública
Amigo y cliente de Cicerón, estaba en Asia en el año 57 a. C. cuando le predijo al Arpinate el fin de su exilio. En la guerra civil luchó del lado de Pompeyo. Tras la victoria de Julio César, solicitó el perdón por intermediación de Cicerón, quien le animó a que esperara el regreso en Sicilia, pero el dictador se lo negó.

## Obras
Fue instruido por su padre en el arte adivinario etrusco del que escribió varios tratados de los que solo se conservan algunos fragmentos. Es quizá la fuente para el tratado de adivinatoria de Cicerón.
Escribió, además, un violento panfleto contra Julio César, aunque más tarde se retractó en sus Querelae.